# 馬島靈貓
馬島靈貓（學名：Fossa fossana），又名馬爾加什靈貓、馬島麝貓或馬島縞狸，是馬達加斯加特有的一種食蟻狸科動物。
馬島靈貓以往與橫帶狸貓一同分類在靈貓科的縞狸亞科中，及後再分類在自己的馬島縞狸亞科中，但現已改在食蟻狸亞科中。牠們亦屬於馬島靈貓屬或馬島縞狸屬（Fossa）中。
馬島靈貓是細小的哺乳動物，體長約47厘米，尾巴長20厘米，重2.5公斤。牠們的外表及行動像狐狸。牠們的毛很短，呈灰色，由頭部至尾巴有黑色的斑紋。這些斑紋在近腹部變成斑點。牠們的腳很短幼，但其爪是否可伸縮則有不同意見，沒有肛門腺。牠們棲息在馬達加斯加的熱帶森林及乾旱落葉林。
馬島靈貓是夜間活動的，是獨居的或是成對生活的。牠們並非攀樹能手，經常於山峽出入。牠們吃細小的脊椎動物、昆蟲及鳥蛋。
馬島靈貓的交配季節是介乎8月至9月間，妊娠期為3個月。幼貓較為發育完滿，約10星期就斷奶。
由於馬島靈貓很稀少，故所知甚少。

## 保育狀況
牠們被列為《瀕危野生動植物種國際貿易公約》附錄二的物種，被限制出口及貿易。

## 外部連結
- ARKive - 馬島靈貓的相片